# 福永俊介のぷくぷくメガネ
福永俊介のぷくぷくメガネ（ふくながしゅんすけのぷくぷくめがね）は、STVラジオで2007年10月7日から2008年3月30日まで放送されていたラジオ番組である。

## 放送時間
- 日本標準時 毎週日曜日 午後11時00分～午後11時30分（但し放送当日に野球中継がある時は、延伸する場合がある。）

## パーソナリティー
福永俊介(STVアナウンサー)

## 現在のコーナー
- ぷくぷくニュース
  - 一般紙やスポーツ紙の小さなスペースに書かれているようなトピックスを福永俊介が報じ、それにコメントをするコーナー。BGMは、STVニュースフラッシュの音楽を使用している。

## 関連番組
- 福永俊介のアタックヤング